# Regione di Western Downs
La regione di Western Downs è una Local Government Area che si trova nel Queensland. Essa si estende su una superficie di 37.937,61 chilometri quadrati e ha una popolazione di 31.590 abitanti. La sede del consiglio si trova a Dalby.